# Epamera sibella
Epamera sibella är en fjärilsart som beskrevs av Druce 1910. Epamera sibella ingår i släktet Epamera och familjen juvelvingar. Inga underarter finns listade i Catalogue of Life.